# Volkspartij voor Vrijheid en Democratie
De Volkspartij voor Vrijheid en Democratie (VVD) is een Nederlandse politieke partij met een conservatief-liberale signatuur. Huidig partijleider is Dilan Yeşilgöz. De partij maakt deel uit van het op 2 juli 2024 beëdigde kabinet-Schoof.

## Geschiedenis
Op zaterdagmiddag 24 januari 1948 werd in een overvol Bellevue in Amsterdam de Volkspartij voor Vrijheid en Democratie opgericht. De VVD ontstond uit het samengaan van de Partij van de Vrijheid (PvdV), waarvan Dirk Stikker partijleider was, en het Comité ter voorbereiding van een Democratische Volkspartij, vernoemd naar zijn voorzitter Pieter Oud. Dit comité bestond uit ontevreden leden van de links-liberale Vrijzinnig-Democratische Bond (VDB), die in 1946 met de Sociaal-Democratische Arbeiderspartij (SDAP) en enkele andere politieke groeperingen was opgegaan in de Partij van de Arbeid (PvdA).
Al snel na de totstandkoming van de PvdA vond Oud, die in de VDB een vooraanstaande rol had gespeeld, dat zijn nieuwe partij te veel sociaaldemocratische trekjes kreeg. Ook kreeg hij niet de erkenning waarop hij gezien zijn politieke staat van dienst dacht te kunnen rekenen. Toen Oud zich in augustus 1947 openlijk afvroeg 'of de tijd niet langzamerhand rijp wordt voor het oprichten van een vooruitstrevende partij, waarin groepen uit de Partij van de Arbeid, de Partij van de Vrijheid en de daklozen zich zullen kunnen 'thuis voelen', vond hij meteen gehoor bij Stikker. De PvdV was in maart 1946 opgericht, maar was in feite weinig meer dan de voortzetting van de behoudende en wat stoffige Liberale Staatspartij van voor de Tweede Wereldoorlog. Stikker was lijsttrekker bij de Tweede Kamerverkiezingen op 16 mei 1946. Het resultaat (zes zetels) viel hem tegen. De PvdV verkeerde in een impasse, zo meende Stikker; achter de schermen ging hij gretig in op de verkapte uitnodiging van Oud. Deze stapte in oktober 1947 uit de PvdA en vormde het 'Comité tot voorbereiding van een Democratische, niet-socialistische Volkspartij'.
In de onderhandelingen met Stikker haalde Oud het onderste uit de kan – en dat terwijl de PvdV zo'n 20.000 leden telde en Ouds Comité hooguit een paar honderd geestverwanten had. Zowel de naam 'Volkspartij voor Vrijheid en Democratie' als de naam van het partijorgaan (Vrijheid en Democratie) kwam uit zijn koker. Op de voorlopige kandidatenlijst voor de komende Kamerverkiezingen vielen drie van de geschatte acht à negen verkiesbare plaatsen aan leden van het Comité toe, inclusief het lijsttrekkerschap voor Oud zelf.
Op 16 december 1947 kondigden Oud en Stikker op een persconferentie de komst van de VVD aan. Het Comité en de PvdV werden hiermee voor een voldongen feit gesteld, maar zouden uiteindelijk wel akkoord gaan – zij het dat de door Oud bedachte term 'volkspartij' binnen de PvdV veel weerstand opriep. Bij de totstandkoming van de VVD had Oud aan het langste eind getrokken; hij zou de partij ook domineren tot zijn terugtreden in 1963.

### Eerste parlementaire jaren

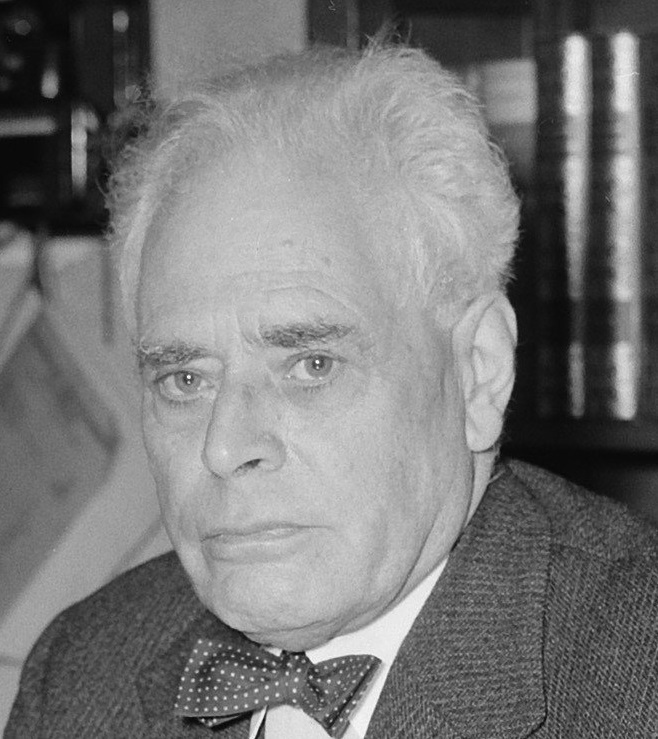
Pieter Oud

Bij haar eerste Tweede Kamerverkiezingen in 1948 behaalde de VVD onder Pieter Oud 8 zetels (de Tweede Kamer telde destijds 100 zetels). De VVD schoof direct aan in het kabinet-Drees-Van Schaik, met onder andere de PvdA. Als partijvoorzitter en fractievoorzitter groeide Oud al snel uit tot de politiek leider van de partij. Onder zijn straffe leiding vertoonde het zeteltal van de VVD tot het einde van de jaren 50 een opwaartse koers. Het aantal zetels bedroeg in 1959 zelfs 19 (van de inmiddels 150 zetels tellende Tweede Kamer). Van 1952 tot 1959 verkeerde de VVD in de oppositie, maar daarna zaten ze, behalve van 1965 tot 1967, continu in de regering tot 1973. In 1963 trad Oud terug als lijsttrekker en gaf het stokje over aan Edzo Toxopeus. Onder zijn opvolger en later ook Molly Geertsema bleven de zetelaantallen hangen op 16 à 17 zetels.

### Financiële positie
Vanaf het moment van oprichting drukte Oud zijn stempel op de partijorganisatie. Het partijapparaat bleef echter zwak, wat paste in de liberale traditie van een afkeer van een hechte partijorganisatie. In vergelijking met andere grote politieke partijen stond de VVD er financieel meestal slecht voor. Bij de oprichting was al duidelijk dat de VVD amper financieel op haar benen kon staan. De geldbehoefte liep altijd ver voorop bij de offerbereidheid van de leden. Het vermogen van de partij bleef altijd zweven rond de nulgrens. Andere partijen in het verzuilde Nederland konden rekenen op verwante maatschappelijke organisaties om de kas te spekken, de VVD had een dergelijke binding niet. Ook heeft de VVD zich in eerste instantie tegen bijna elke vorm van overheidssteun verzet, maar uiteindelijk, na invoering altijd wel er gebruik van gemaakt. Dit vooral omdat er anders ongelijkheid zou ontstaan tussen de partijen, beredeneerde men. In het boekjaar 1988 had de VVD een tekort van fl. 536.000, waardoor het negatief vermogen opliep naar fl. 644.000. Verschillende plannen moesten uitkomst bieden; zo was er een voorstel om het "Thorbeckehuis" aan de Koninginnegracht in Den Haag af te stoten. Dit voorstel werd door de ledenvergadering verworpen. De oplossing werd gevonden in een inkrimping van het personeelsbestand en een verhoging van de contributie.

### Hans Wiegel en de doorbraak

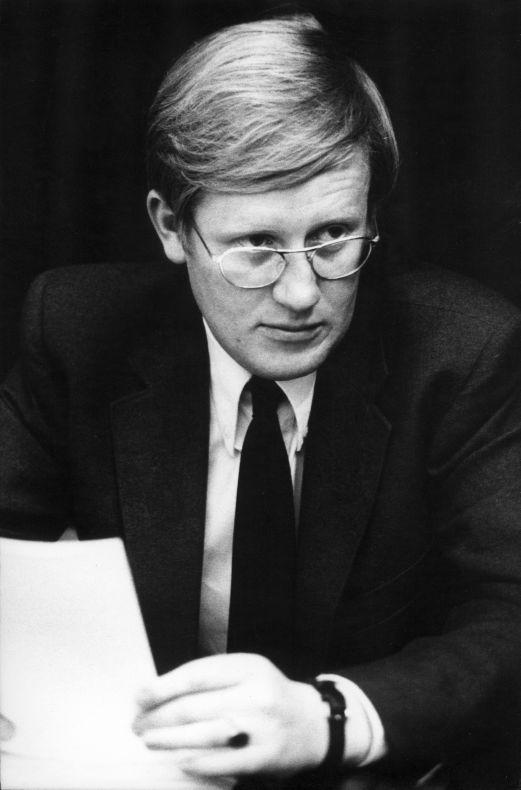
Hans Wiegel

In 1958 kwam er een einde aan de Rooms-Rode samenwerking in de kabinetten-Drees, en na vervroegde verkiezingen trad de VVD toe tot het kabinet-De Quay. Met een onderbreking in de jaren 1965–1967 vanwege de omroepkwestie (REM-eiland) leverden de liberalen in de jaren 60 ministers als Edzo Toxopeus, Molly Geertsema en Johan Witteveen. De partij bleef echter met zo'n 14 zetels een kleine partner in de christelijke coalities.
Dankzij de ontzuiling en een meer volkse en rechtse koers brak de VVD door in de jaren 70, onder aanvoering van Hans Wiegel. Hij behaalde bij de Tweede Kamerverkiezingen in 1972 22 zetels. Mede door een harde oppositie tegen het kabinet-Den Uyl behaalde hij ook in 1977 een winst van 6 zetels. Met 28 zetels wist de partij Joop den Uyl uiteindelijk uit het Catshuis te houden, door een coalitie te vormen met het CDA: het kabinet-Van Agt I. Als vicevoorzitter en met regeringsverantwoordelijkheid verloor Wiegel in 1981 twee zetels en kwam uit op 26. De VVD belandde in de oppositiebanken. Wiegel trad terug en werd opgevolgd door Ed Nijpels. Ook gedurende deze periode steeg het ledental tot ongekende hoogte, 102.888 leden in 1982. Het tweede kabinet-Van Agt (bestaande uit CDA/PvdA/D66) hield maar 9 maanden stand en de VVD steeg naar 36 zetels bij de verkiezingen. Wederom keerde de VVD terug in het centrum van de macht, deze keer in het eerste kabinet-Lubbers. Bezuinigingen en de afslanking van de welvaartsstaat waren de inzet.

### Grote electorale dip
Als gevolg van interne affaires en conflicten ging in 1986 wederom een groot deel van de zetels verloren. Het restant van 27 zetels was wel genoeg om wederom regeringsverantwoordelijkheid te dragen in het tweede kabinet Lubbers. Nijpels werd in dit kabinet minister en opgevolgd als fractievoorzitter door Joris Voorhoeve. Als politiek leider van de VVD botste Voorhoeve regelmatig met Lubbers en veroorzaakte in 1989 de val van het kabinet.
De VVD-fractie keerde zich tegen het regeringsvoorstel om het reiskostenforfait af te schaffen, terwijl de VVD-ministersploeg het kabinetsvoorstel bleef steunen. Na een afkeurende motie kondigde Lubbers het ontslag van het kabinet aan. Als 'breker' moest de VVD bij de verkiezingen de prijs betalen en verloor 5 zetels en belandde met 22 zetels in de oppositie.

### Frits Bolkestein en de formatie van Paars

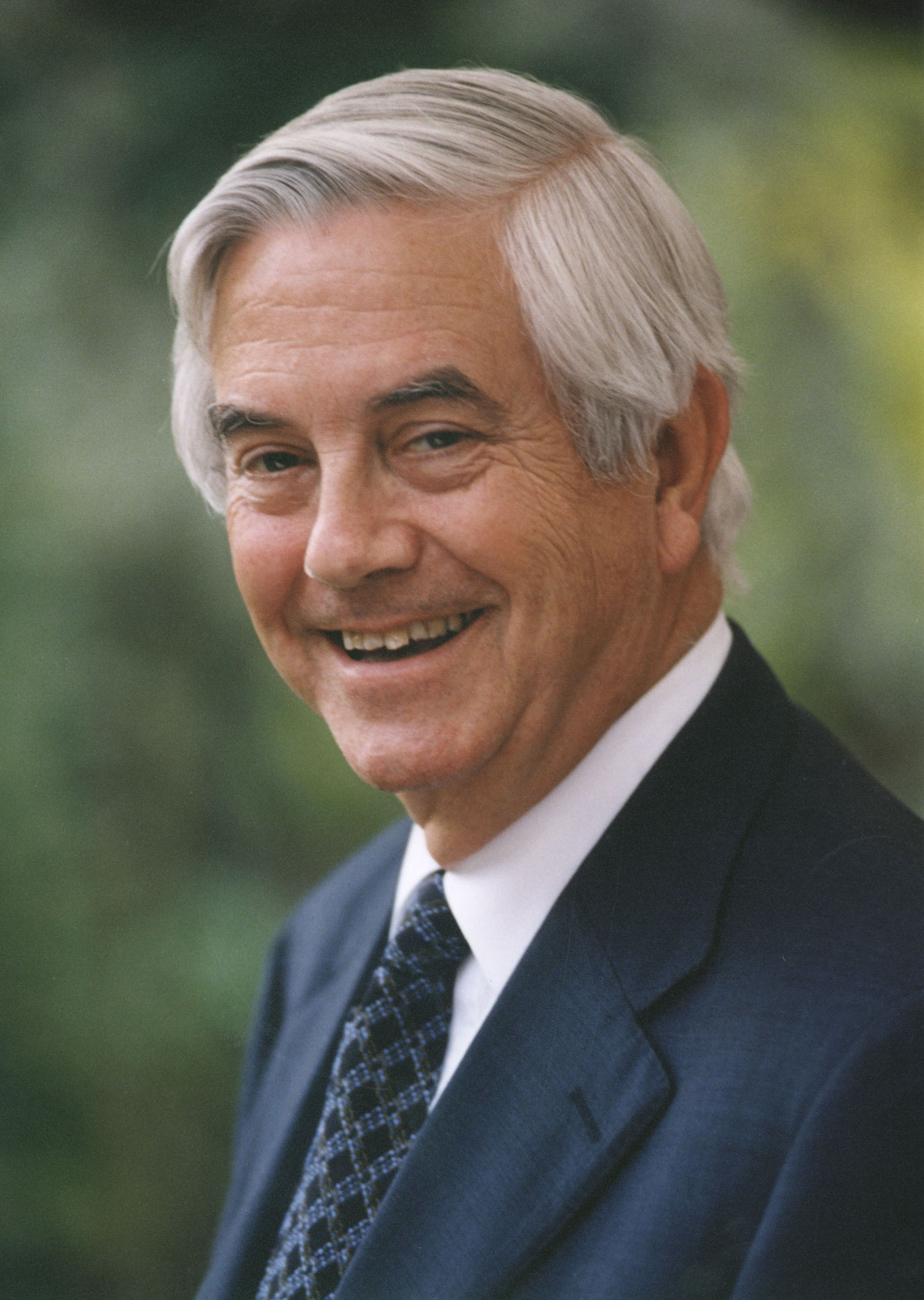
Frits Bolkestein

Joris Voorhoeve trok zijn conclusies uit de nederlaag en werd opgevolgd door Frits Bolkestein. De tijdgeest zat de liberale partij mee, met de ondergang van het communisme in Oost-Europa. Daarnaast kon de VVD zich goed profileren in de oppositie tegen het derde kabinet-Lubbers van CDA en PvdA. De Tweede Kamerverkiezingen van 1994 brachten de VVD 31 zetels en ze werd bij de Provinciale-Statenverkiezingen in 1995 voor het eerst de grootste partij. Dit had tot gevolg dat de VVD ook de grootste fractie in de senaat kreeg. In 1994 ontstond er een mogelijkheid om zonder het CDA een kabinet te vormen en met D66 en PvdA een lang gekoesterde wens in vervulling te laten gaan. Dit zogenaamde 'paarse kabinet' was al sinds 1976 in voorbereiding, door middel van het toen nog geheime Des-Indes overleg. Ondanks deze lange voorbereiding leek Paars er in eerste instantie niet te komen. Na een lange formatieronde brak de VVD, omdat de PvdA alleen bereid was te bezuinigen op de overheidsorganisatie en niet wilde snijden in de sociale voorzieningen. Tegen advies van de fractieleiders in, gaf koningin Beatrix toch de formatie een tweede kans. Deze tweede formatieronde had wel succes en het eerste paarse kabinet was een feit. Frits Bolkestein bleef in de kamer en zette een aantal maatschappelijke vraagstukken op de politieke agenda, die tot dan toe onbespreekbaar waren geweest in politiek Den Haag, zoals islam en immigratie. Deze lijn werd in 1998 beloond met 38 zetels en de VVD werd daarmee de tweede partij. Kort na de formatie van het tweede kabinet Kok werd Bolkestein eurocommissaris en trad daarmee af als fractievoorzitter. Hij werd opgevolgd door Hans Dijkstal.

### Opkomst van het populisme
In aanloop tot de verkiezingen van 2002 leek de VVD opnieuw een enorme winst te gaan boeken. De opiniepeilers peilden in 2001 nog 50 zetels voor de VVD. De strategie die de VVD daarna koos was er een van bewaring van eenheid, een laag profiel houden en het voorkomen van controverse tot aan de verkiezingen. Een strategie die hopeloos mislukte, met de opkomst van Pim Fortuyn en diens LPF in de politiek. Dijkstal maakte als lijsttrekker mede dankzij deze gekozen strategie een weinig inspirerende en matte indruk op de kiezer en verloor fors bij de gemeente- en Tweede Kamerverkiezingen. De VVD die 1 jaar eerder nog als grootste partij gepeild werd, verloor 14 zetels.
Dijkstal kon niet anders dan zijn conclusies trekken en werd opgevolgd door Gerrit Zalm. Daarnaast koos de VVD ook voor een forse vernieuwing van de partijorganisatie. Zo stapte de partij landelijk over op het systeem van one-man-one-vote en zou de lijsttrekker direct door de leden gekozen worden. Ondanks het forse verlies bij de verkiezingen was er weinig alternatief dan toetreden tot het eerste kabinet-Balkenende (CDA/LPF/VVD). Door de snelle val van dit kabinet waarbij met name de LPF zich zeer impopulair maakte bij de kiezers wist de VVD in 2003 alweer 4 zetels terug te winnen, en trad wederom toe tot de regering. Zalm werd minister en opgevolgd door Jozias van Aartsen. Ondanks de winst bij de verkiezingen was nog geen sprake van een compleet herstel. Zo leverde de partij wederom zetels in bij de provinciale verkiezingen in 2003, en de Europese verkiezingen in 2004.

### Discussies en verdeeldheid

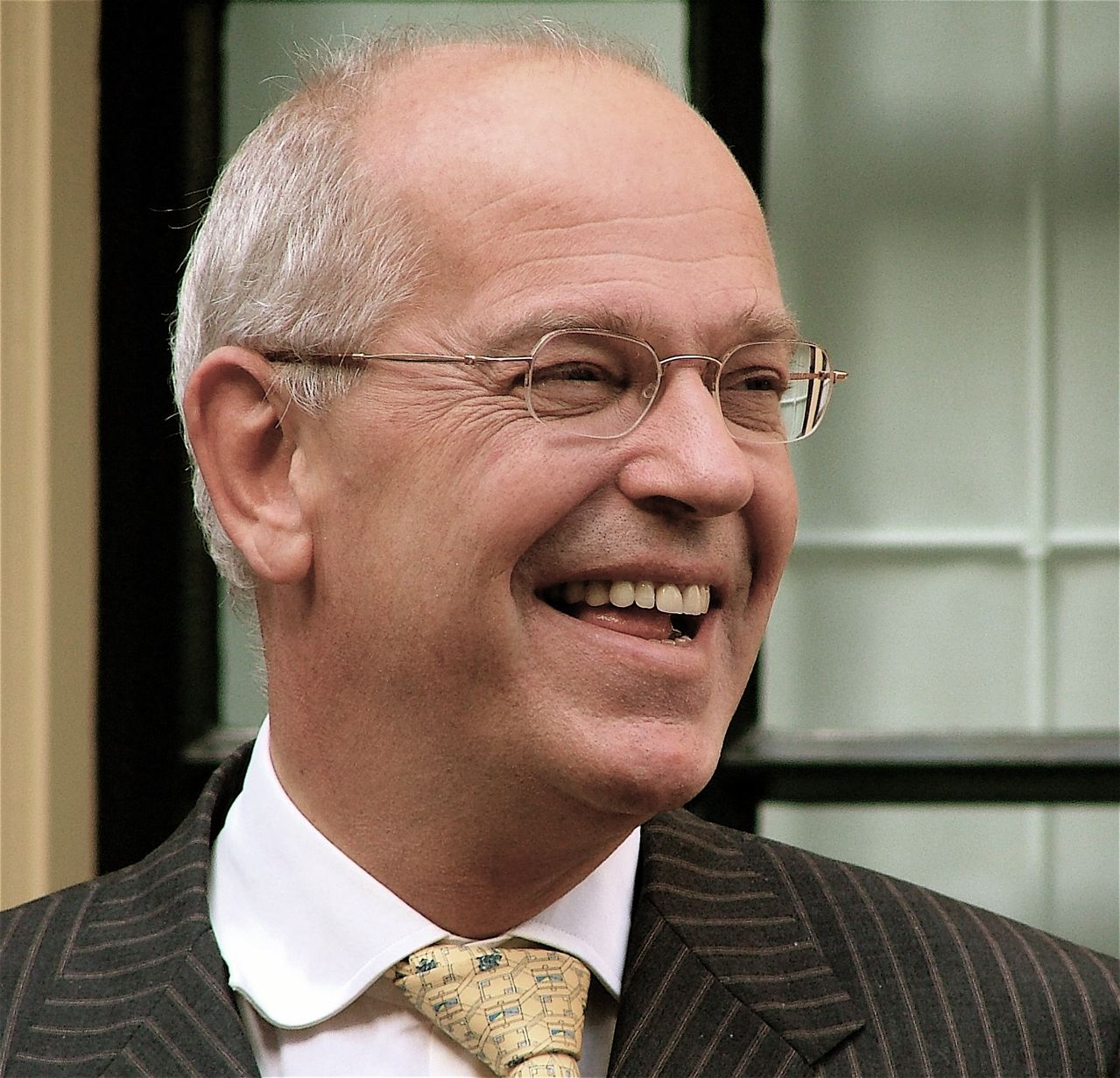
Gerrit Zalm

Na de toetreding van Zalm tot het kabinet, kwam een oude discussie binnen de partij weer naar boven. De VVD heeft nooit willen kiezen of de politiek leider de fractievoorzitter of de aanvoerder van de VVD-ploeg in het kabinet is. Na een aantal botsingen tussen Gerrit Zalm en Jozias van Aartsen bepaalde de ledenvergadering dat Van Aartsen als fractievoorzitter de 'politiek aanvoerder' was. 
In het vacuüm na het vertrek van Bolkestein werkten de jonge staatssecretarissen Mark Rutte en Melanie Schultz van Haegen in januari 2004 aan een paper over een nieuwe koers van de partij. Het "Wassenaars imago van parelkettingen en blazers, dixieland en hockeyclubs" zou afgeworpen moeten worden. Gepleit werd voor een links-liberale koers met de focus op het milieu en het openbaar vervoer, voor samenwerking met D66 en het liberale deel van de PvdA, wat in de toekomst tot een nieuwe partij zou kunnen leiden. D66 schoot dit idee onmiddellijk af, opgericht als een middel tot politieke vernieuwing was deze partij inmiddels een doel op zich geworden. 
Na stevige discussies stelde de algemene vergadering van de VVD in 2005 een nieuw Liberaal Manifest vast.
Van Aartsen gunde zijn fractieleden erg veel vrijheid en dat ging vaak ten koste van de eenheid. Zo leken Ayaan Hirsi Ali en Geert Wilders vaak een eigen koers te varen ten opzichte van de fractie. Toen de regie wat strikter werd, scheidde Wilders zich in 2004 af van de partij, met name als gevolg van een conflict binnen de partij omtrent het al dan niet op termijn toetreden van Turkije tot de Europese Unie, iets waar Wilders onvoorwaardelijk tegen was. Voor het eerst scheidde hiermee een VVD'er zich af. Vlak voor de verkiezingen deed Anton van Schijndel hetzelfde. De teleurstellende uitslag van de gemeenteraadsverkiezingen in maart 2006 was voor Van Aartsen aanleiding om eveneens terug te treden. Daarom vond er een intern referendum plaats over de nieuwe lijsttrekker voor de komende verkiezingen.

### Herstel onder Rutte

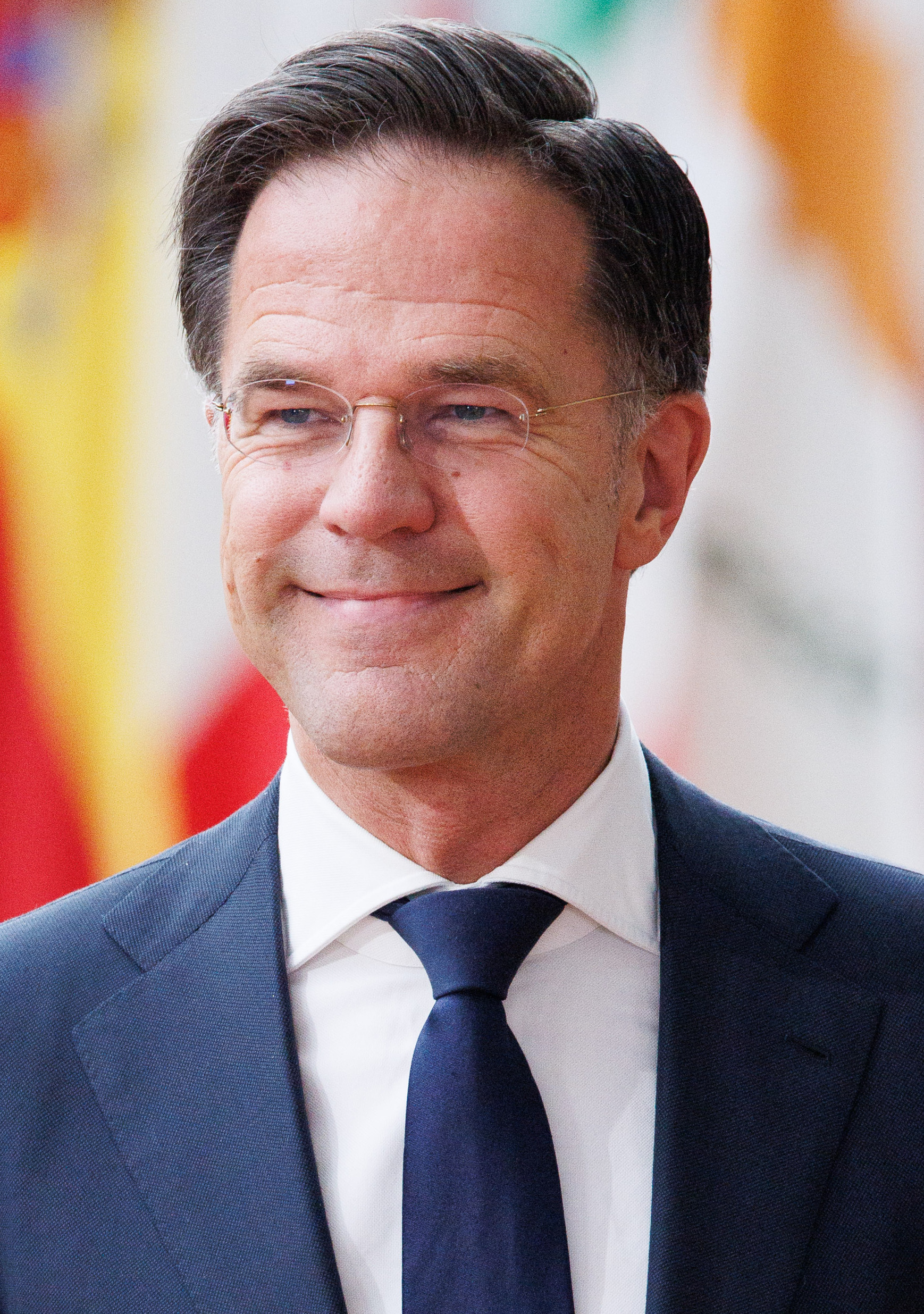
Mark Rutte

Het was de eerste keer dat de leden zo direct hun lijsttrekker voor de Tweede Kamerverkiezingen konden kiezen. De twee voornaamste kandidaten hadden een duidelijk verschillende stijl: Mark Rutte die alleen ervaring had als staatssecretaris van Sociale Zaken en Werkgelegenheid en zich op de linkervleugel richtte en Rita Verdonk die als minister voor Vreemdelingenzaken en Integratie onder Balkenende II al een gevestigde naam was geworden, en vooral de rechtervleugel aansprak. Aanvankelijk leek Verdonk de lijsttrekkersverkiezingen te winnen, maar dit kwam mede doordat opiniepeilers vooral de electorale achterban peilden en geen goede methode hadden om leden te peilen. Ondanks deze peilingen bleek binnen de partij uiteindelijk een meerderheid van 51% voor Rutte te kiezen, tegen 46% voor Verdonk. De VVD was ondertussen in de peilingen gestegen naar 36 zetels, mede door de vele media-aandacht voor de ledenraadpleging.
Het bleek vanaf september toen de campagnes op gang kwamen niet mogelijk deze score vast te houden. De partij leek verdeeld te zijn en verloor uiteindelijk toch zes zetels bij de verkiezingen. Voor het eerst in de geschiedenis haalde een kandidaat op een lijst meer stemmen dan de lijsttrekker (Rutte kreeg 553.200 voorkeurstemmen, terwijl de nummer twee op de lijst, Verdonk, er 620.555 haalde). Om de kiezers niet te schofferen, wilde Verdonk een onderzoek naar wat deze uitslag zou moeten betekenen voor het politiek leiderschap, hierbij gesteund door Hans Wiegel en Frits Bolkestein. Besloten werd dat een commissie onder leiding van Sybilla Dekker de recente verkiezingscampagnes van de partij zou onderzoeken.
Op 14 september 2007 heeft Rutte Verdonk op grond van een fractiebesluit uit de VVD-fractie gezet. Aanleiding hiervoor waren publicaties over een bijeenkomst waarin zij gesteld had dat de VVD onzichtbaar was in debat over het vreemdelingenbeleid, waardoor er geen vertrouwen meer bestond om met haar verder te werken. Het fractiebesluit ontketende een discussie binnen de gehele partij over de juistheid van het besluit zelf en de toekomst van de partij. Tijdens de algemene ledenvergadering op 15 september 2007 – die eigenlijk de uitslag van het onderzoek van Dekker zou behandelen – werd door een aantal leden opgeroepen tot onder andere het opstappen van Rutte en het partijbestuur of zelfs het terugdraaien van het fractiebesluit. Twee derde van de aanwezige leden steunde echter het besluit van de fractie. Uiteindelijk werd alleen een motie aangenomen waarbij het partijbestuur – met medewerking van een aantal ereleden – een poging moest ondernemen om Verdonk voor de VVD actief te laten blijven. Verdonk maakte op 17 september 2007 bekend haar zetel in de Tweede Kamer te behouden, ze vormde daarmee een eenmansfractie. Op 15 oktober 2007 zegde Verdonk haar partijlidmaatschap van de VVD op. Twee dagen later richtte ze de partij Trots op Nederland op.
Voor de Europese Parlementsverkiezingen 2009 hield de partij ook een referendum tussen Toine Manders en Hans van Baalen. Van Baalen won en Manders kwam op de derde plek van de kandidatenlijst.
De VVD kwam tijdens Tweede Kamerverkiezingen van 2010, die op 9 juni gehouden werden, als grootste uit de bus met 31 zetels. De PvdA kreeg één zetel minder. Hierdoor mocht de VVD beginnen met formeren. Nadat tijdens de daarop volgende kabinetsformatie de onderhandelingen over een rechts meerderheidskabinet (VVD/PVV/CDA) en een Paars-Plus kabinet (VVD/PvdA/D66/GL) stukliepen, en de PvdA niet tot een middenkabinet (VVD/PvdA/CDA) wilde toetreden, besloot men uiteindelijk te onderhandelen over een rechts minderheidskabinet bestaande uit VVD en CDA, met gedoogsteun van de PVV. Na een interne crisis in het CDA waren de onderhandelingen uiteindelijk succesvol; het regeer- en gedoogakkoord werden voltooid op 28 september. Op 14 oktober 2010 werd Rutte als eerste VVD'er minister-president. Hij is daarmee de eerste liberale premier sinds Pieter Cort van der Linden die deze functie bekleedde tussen 1913 en 1918.
Op 23 april 2012 diende Rutte het ontslag van het kabinet in bij koningin Beatrix, nadat de PVV de gedoogsteun twee dagen eerder had ingetrokken. Dit gebeurde naar aanleiding van de stukgelopen onderhandelingen over de bezuinigingen als gevolg van de economische crisis.
Op 26 april 2012 sloot de VVD met de fracties van CDA, D66, GroenLinks en ChristenUnie een Begrotingsakkoord 2013 over miljarden euro's aan bezuinigingen en hervormingen om het begrotingstekort voor 2013 binnen de norm van 3% te krijgen. Met dit akkoord wist de VVD voor haar belangrijke hervormingen op de arbeidsmarkt, AOW en pensioen en in de zorg te realiseren. Een deel van deze hervormingen was tijdens het kabinet met CDA en PVV niet mogelijk, omdat de PVV deze hervormingen blokkeerde. Mark Rutte noemde het Begrotingsakkoord een historisch akkoord. Rutte was blij dat het akkoord aan de 3% norm voldeed.
Op 12 september 2012 behaalde de VVD bij de verkiezingen voor de Tweede Kamer 41 zetels, het hoogste aantal ooit. Na een relatief snelle kabinetsformatie werd het kabinet-Rutte II, bestaande uit VVD en PvdA, op 5 november 2012 ten overstaan van koningin Beatrix beëdigd.
Na de verkiezingen van 2017 werd Rutte opnieuw premier. Nadat de onderhandelingen tussen VVD, CDA, D66 en GroenLinks stuk liepen op het thema migratie, was het uiteindelijk de ChristenUnie die het "motorblok" aan een coalitie hielp in de Tweede Kamer. Het kabinet Rutte III werd op 26 oktober 2017 beëdigd door koning Willem Alexander. Uiteindelijk viel dit kabinet twee maanden voor de verkiezingen wegens de Toeslagenaffaire. 
Bij de Tweede Kamerverkiezingen van 17 maart 2021 werd Ruttes VVD wederom de grootste partij. Er werden 34 zetels gehaald, eentje meer dan vier jaar eerder. Het kabinet-Rutte IV is op 10 januari 2022 op Paleis Noordeinde beëdigd. Het kabinet bestaat uit 20 ministers en 9 staatssecretarissen. Sinds 7 juli 2023 is dit kabinet demissionair, nadat het kabinet viel op onderhandelingen over migratie. Hierover werd een week lang gediscussieerd, waarbij de VVD de druk op haar coalitiepartners CDA, D66 en ChristenUnie verhoogde.

#### Einde leiderschap Rutte
Op 10 juli 2023, aan het begin van het debat omtrent de val van het kabinet-Rutte IV, maakte Mark Rutte bekend dat hij bij het aantreden van een nieuw kabinet de politiek zal verlaten. 

### Rechtse lijn met Yeşilgöz

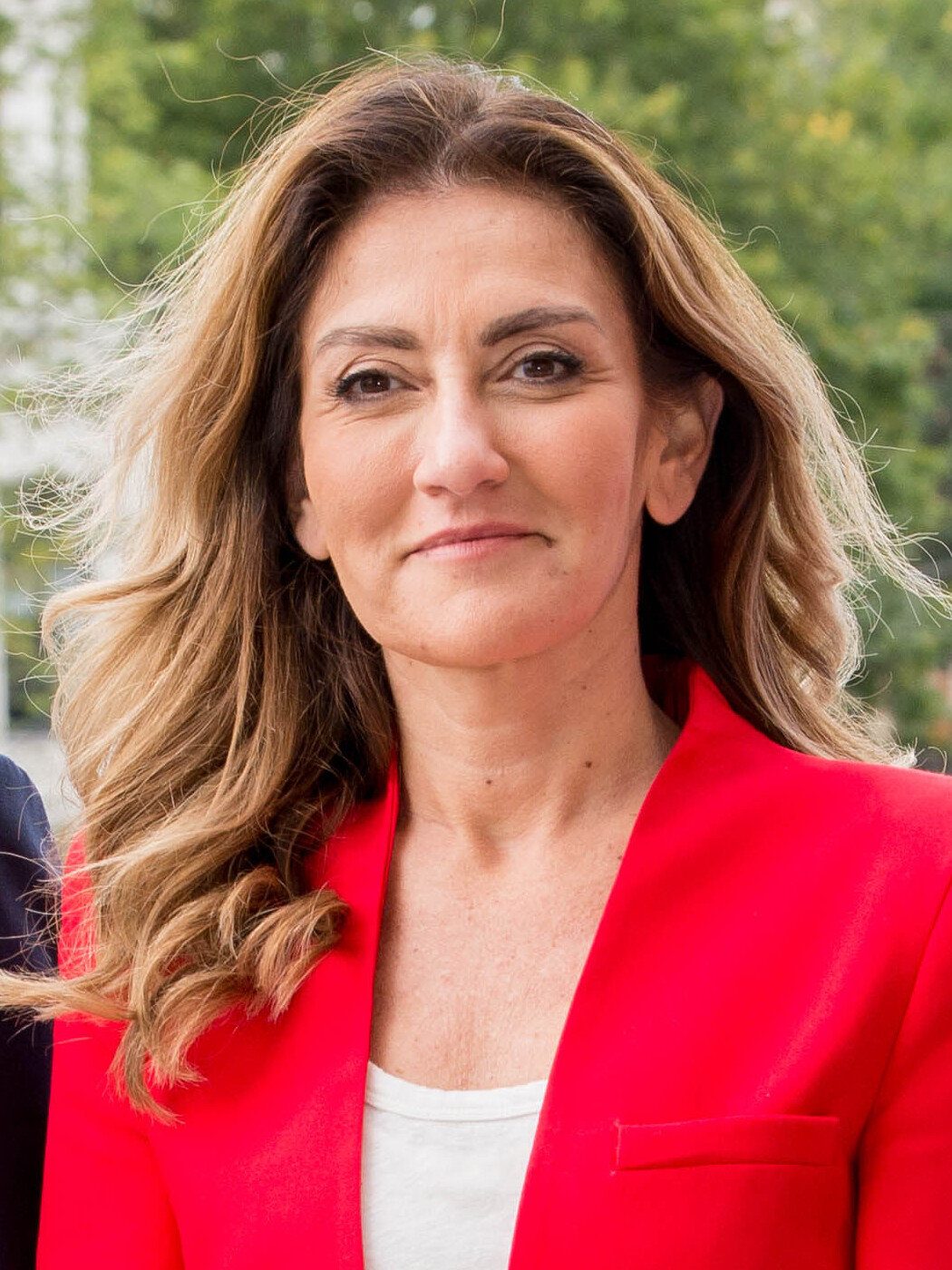
Dilan Yeşilgöz

Op 14 augustus 2023 werd bekend dat Dilan Yeşilgöz lijsttrekker zou zijn bij de Tweede Kamerverkiezingen van 22 november 2023. Bij deze verkiezingen verloor de partij tien zetels en kwam uit op 24 zetels, waarmee ze de op twee na grootste partij werd. Dit was het grootste verlies sinds de Tweede Kamerverkiezingen van 2006. Vanaf 6 december 2023 was ze naast demissionair minister ook lid van de Tweede Kamer der Staten-Generaal, waar ze voorzitter is van de VVD-fractie. 
Ze trad toe tot de formatiegesprekken met de verkiezingswinnaar, de Partij voor de Vrijheid (PVV) van Geert Wilders, en de nieuwe partijen Nieuw Sociaal Contract (NSC) van Pieter Omtzigt en de BoerBurgerBeweging (BBB) van Caroline van der Plas, wat leidde tot een rechts georiënteerde regeringscoalitie. Hiermee zou de VVD sinds kabinet-Rutte I weer openstaan voor samenwerking met de radicaal-rechtse PVV. Binnen de partij was er veel verdeeldheid, maar Yeşilgöz verzekerde dat het liberale geluid niet ondergeschikt zou raken. Na maanden onderhandelen bereikten de partijen in mei 2024 een akkoord op hoofdlijnen en in juni een akkoord over de verdeling van bewindspersonen in het aankomend kabinet-Schoof, dat op 2 juli 2024 werd beëdigd.

## Organisatie

### Partijorganisatie

#### Algemene vergadering
De algemene vergadering is het hoogste orgaan binnen de VVD. Op deze algemene vergadering worden huishoudelijke en politieke besluiten genomen. Leden worden via het partijblad Liber en de website uitgenodigd om deel te nemen aan deze vergadering. In de uitnodiging staan alle onderwerpen die er ter sprake gaan komen. De algemene vergadering wordt twee keer per jaar georganiseerd: als regel in mei en november.
Normaal is de algemene vergadering een algemene ledenvergadering. Hier heeft ieder aanwezig lid één stem; hij mag ook nog voor hoogstens twee niet aanwezige leden per volmacht stemmen.
Daarnaast is de mogelijkheid tot een ledenraadpleging. Via dit systeem krijgt iedereen die mag stemmen gedurende een bepaalde periode de gelegenheid om te stemmen over een onderwerp. Voorbeelden hiervan zijn ledenraadplegingen voor partijvoorzitter, lijsttrekker of kandidatenlijst. Het is ook mogelijk een ledenraadpleging over een onderwerp te houden.

#### Afdelingen
In een gemeente waar ten minste tien leden van de VVD wonen, kan in principe een afdeling worden opgericht. Er zijn zelfs enkele afdelingen gevestigd in het buitenland (bijvoorbeeld Brussel, Antwerpen, New York, Duitsland). Net als landelijk is binnen de afdeling de ledenvergadering het hoogste orgaan. Een afdeling moet minimaal één ledenvergadering per jaar houden.
De ledenvergadering van een afdeling heeft een aantal taken:
- het vaststellen van (wijzigings-)voorstellen voor de landelijke algemene vergadering en de ledenvergadering van de kamercentrale;
- besluitvorming over de kandidaatstelling bij de gemeenteraadsverkiezingen;
- voorstellen van kandidaten voor Provinciale staten, de Staten-generaal en het Europees parlement.

Naast deze taken houden afdelingen zich nog bezig met inhoudelijke discussies en meepraten over de liberale koers, zich inzetten voor het voeren van een permanente campagne, werven van leden en het organiseren van cursussen, politiek cafés en andere activiteiten. Uiteraard is het gemeentelijk beleid een van de meest naar voren springende onderwerpen waar de afdeling zich mee bezighoudt.

#### Kamercentrale
De kamercentrales (KC's) bestonden formeel tot 1 januari 2016 en vormden het middenniveau tussen de landelijke organisatie en de plaatselijke afdelingen. Tussen 1 januari en de oprichting van de vervangende Regio's waren de (oude) KC's vaak verantwoordelijk als interim bestuur.
Het takenpakket van de KC omvatte onder andere de kandidaatstelling voor de Tweede Kamer, het meewerken aan de kandidaatstelling voor andere vertegenwoordigende lichamen, het bevorderen van het goede verloop van de werkzaamheden in de afdelingen in haar gebied, het verzorgen van PR-, opleidings- en trainingsactiviteiten, het begeleiden van talent alsmede het benoemen van partijraadsleden en vertegenwoordiging in het Liberaal Vrouwen Netwerk.
De indeling van de kamercentrales was eigenlijk gekoppeld aan de Kieswet, maar buiten Noord- en Zuid-Holland viel het gebied van een kamercentrale samen met dat van een provincie. Voor verkiezingen van de leden van de Tweede Kamer kent Europees Nederland volgens de Kieswet negentien rijkskieskringen. De VVD telde echter geen negentien maar zeventien kamercentrales, omdat de KC Gelderland en de KC Brabant zich uitstrekken over het gebied van ieder twee rijkskieskringen.
De centralevergadering koos het bestuur van hun kamercentrale. Dat bestaat uit een voorzitter, één of meer vicevoorzitters, de secretaris, de penningmeester en één of meer andere leden voor het vervullen van bepaalde taken (zoals PR, jongerenbeleid, talentmanagement en opleiding en training). Allen werden in functie benoemd. Tevens waren er diverse leden met een adviserende stem: vertegenwoordigers van het Liberaal Vrouwen Netwerk, Bestuurdersvereniging en de Provinciale Statenfractie.
Bestuursleden belast met jongerenbeleid binnen een KC, werden benoemd op voordracht van de JOVD en VVD-hoofdbestuur.
Evenals in de afdelingen berustte het hoogste gezag bij de ten minste eenmaal per jaar te houden centralevergadering. Alle leden hebben toegang tot deze vergadering, mogen het woord voeren en hebben stemrecht.

#### Regio's
De regio's hebben de Kamercentrales vervangen en hebben ongeveer dezelfde taken gekregen. Het bestuur van een regio bestaat uit een voorzitter, één of meer vicevoorzitters, de secretaris, de penningmeester, de portefeuillehouder opleidingen en talentmanagement, de portefeuillehouder communicatie en campagne. Eventueel kan het bestuur van een regio kan aangevuld worden met niet in functie benoemde leden.
- De VVD Regio Groningen (voorheen: Regio Noord tot 2019)
- De VVD Regio Drenthe (voorheen: Regio Noord tot 2019)
- De VVD Regio Fryslan (voorheen: Regio Noord tot 2019)
- De VVD Regio Gelderland (voorheen: Regio Oost tot 2022)
- De VVD Regio Overijssel (voorheen: Regio Oost tot 2022)
- De VVD Regio Midden-Nederland (de provincies Utrecht en Flevoland) werd opgericht op 10 februari 2016.
- De VVD Regio Noord-Holland (de provincie Noord-Holland) wordt opgericht op 11 mei 2016.
- De VVD Regio Zuid-Holland (de provincie Zuid-Holland) werd opgericht op 23 maart 2016.
- De VVD Regio Zuid (de provincies Noord-Brabant, Limburg en Zeeland) werd opgericht op 23 april 2016.
- De lokale netwerken die buiten Nederland liggen behoren tot de regio internationaal.

#### Partijraad
De partijraad is het adviescollege van de VVD, dat ook politieke uitspraken kan doen. Een stemgerechtigd lid van de partijraad wordt gekozen door de ledenvergadering van een kamercentrale. Hoe meer VVD-leden in de kamercentrale, hoe meer plaatsen er door de kamercentrale vervuld mogen worden. De zittingsduur is drie jaar. Elk jaar treedt een derde van deze leden volgens rooster af, waarbij zij eenmaal herkozen kunnen worden.
Adviserende leden van de partijraad zijn de leden van het hoofdbestuur, één vertegenwoordiger van elk kamercentralebestuur, de leden van de VVD-fracties in de Staten Generaal en het Europees Parlement, de voorzitters van de partijcommissies en van de VVD Bestuurdersvereniging, de voorzitter en directeur van de Teldersstichting, de ereleden van de VVD en maximaal tien speciaal door het hoofdbestuur benoemde leden.

#### Bestuur
De VVD wordt bestuurd door het hoofdbestuur (HB), dat bestaat uit een door ledenraadpleging gekozen voorzitter, één of meerdere vicevoorzitters, een penningmeester, algemeen secretaris en secretarissen voor de organisatie. De vergaderingen van het HB worden met adviserende stem bijgewoond door de voorzitters van de Kamerfracties, een vertegenwoordiger van de VVD-fractie in het EP, een vertegenwoordiger van de VVD-leden in de Raad van Ministers (bij regeringsdeelname), de voorzitter van de VVD Bestuurdersvereniging en de Landelijk Voorzitter van de JOVD. De hoofdbestuursleden worden door de algemene vergadering voor de tijd van drie jaar verkozen en zijn eenmaal herkiesbaar. De leden van het HB hebben een onderlinge taakverdeling.
Zo is ten minste één lid in het bijzonder belast met de organisatie van de partij, één met de politiek-inhoudelijke discussie, één met de in- en externe communicatie, één met de opleidings- en trainingsactiviteiten van de Haya van Somerenstichting en één met het onderhouden van contacten met buitenlandse liberale partijen. Het hoofdbestuur wordt ondersteund door bezoldigde medewerkers. Zij vormen onder leiding van de directeur het Algemeen Secretariaat, gevestigd in het Thorbeckehuis in Den Haag.

#### Huidig bestuur
- Eric Wetzels (Voorzitter)
- Christel Mourik (Vicevoorzitter debat en campagne)
- Sven Butter (Communicatie en jongerenbeleid)
- Maarten de Crom (Opleiding en talentmanagement)
- Rolinde Weide-Gernaat (Ledenbehoud en ledenwerving)
- Rein Jansons (Internationaal secretaris)
- Birkitta Kortes (Algemeen secretaris)

#### Leden
Vanwege een beveiligingsprobleem met de MediaWiki Graph-software is het momenteel niet mogelijk deze grafiek weer te geven. Zodra de software is bijgewerkt zal de grafiek vanzelf weer zichtbaar worden.
| Jaar | Aantal leden | Jaar | Aantal leden | Jaar | Aantal leden | Jaar | Aantal leden |
| ---- | ------------ | ---- | ------------ | ---- | ------------ | ---- | ------------ |
| 1948 | 22.175       | 1968 | 35.000       | 1988 | 68.735       | 2008 | 36.832       |
| 1949 | 21.771       | 1969 | -            | 1989 | 64.554       | 2009 | 36.159       |
| 1950 | 21.271       | 1970 | 38.000       | 1990 | 59.074       | 2010 | 36.371       |
| 1951 | -            | 1971 | -            | 1991 | 55.654       | 2011 | 37.942       |
| 1952 | -            | 1972 | 41.536       | 1992 | 53.755       | 2012 | 38.412       |
| 1953 | 26.777       | 1973 | 68.414       | 1993 | 53.390       | 2013 | 35.362       |
| 1954 | 30.000       | 1974 | 78.759       | 1994 | 53.465       | 2014 | 33.498       |
| 1955 | -            | 1975 | 82.831       | 1995 | 53.465       | 2015 | 30.895       |
| 1956 | -            | 1976 | 87.751       | 1996 | 52.355       | 2016 | 28.391       |
| 1957 | -            | 1977 | 97.396       | 1997 | 52.197       | 2017 | 26.497       |
| 1958 | -            | 1978 | 100.510      | 1998 | 51.585       | 2018 | 27.692       |
| 1959 | 35.000       | 1979 | 92.341       | 1999 | 48.991       | 2019 | 25.557       |
| 1960 | -            | 1980 | 85.881       | 2000 | 48.092       | 2020 | 23.907       |
| 1961 | -            | 1981 | 92.830       | 2001 | 47.441       | 2021 | 25.035       |
| 1962 | -            | 1982 | 102.888      | 2002 | 47.441       | 2022 | 26.550       |
| 1963 | 30.000       | 1983 | 95.528       | 2003 | 46.391       | 2023 | 23.818       |
| 1964 | -            | 1984 | 89.120       | 2004 | 44.099       | 2024 | 22.473       |
| 1965 | 30.000       | 1985 | 86.821       | 2005 | 41.861       | 2025 | 20.902       |
| 1966 | 35.000       | 1986 | 84.617       | 2006 | 40.157       |      |              |
| 1967 | -            | 1987 | 76.282       | 2007 | 40.849       |      |              |

Bron: VVD - ledentallen (Documentatiecentrum Nederlandse Politieke Partijen)

#### Themabijeenkomsten
Met enige regelmaat worden op landelijk niveau bijeenkomsten georganiseerd die tot doel hebben om maatschappelijke kwesties of bestuurlijk problemen binnen de samenleving centraal te stellen en liberale antwoorden hierop te formuleren. In samenwerking met onder andere Kamerleden, specialisten uit het veld, landelijke partijcommissies en het Algemeen Secretariaat worden deze bijeenkomsten voorbereid.

#### Flitscongressen
Om in te kunnen spelen op de landelijke politieke actualiteit organiseert de VVD met enige regelmaat zogeheten Flitscongressen. In tegenstelling tot themabijeenkomsten zijn de onderwerpen minder ver van tevoren bekend maar kan, mocht hier aanleiding tot toe zijn, de VVD als partij wel op een snelle en inhoudelijke wijze reageren op debatten in de samenleving.

### Jongerenorganisatie
De jongerenorganisatie Vrijheid en Democratie (JOVD) is de aan de VVD gelieerde politieke jongerenorganisatie.

### Wetenschappelijk bureau
De Teldersstichting is het wetenschappelijk bureau van de VVD dat tot doel heeft op wetenschappelijk verantwoorde wijze vraagstukken van maatschappelijk belang, in het bijzonder die van staatkundige, sociale, economische of juridische aard, te onderzoeken met de liberale beginselen als uitgangspunt. Zij doet dit onder andere ten behoeve van het liberalisme. De stichting is genoemd naar de liberale rechtsgeleerde Ben Telders. De Teldersstichting is tevens uitgever van het tijdschrift 'Liberaal Reveil'.

### Opleidingscentrum
De Haya van Somerenstichting verzorgt opleidingen en trainingen voor VVD- en JOVD-leden. Voor iedere groep (aanstaande) politici zijn er specifieke cursussen, zoals politieke oriëntatie, discussietechnieken, presentatietechnieken, oppositievoeren, onderhandelen en crisissimulaties, mediatraining en cursussen gemeenteraad en een kadercursus. De stichting is naar Haya van Someren genoemd.

### Politieke Integriteits-Index
In februari 2017 publiceerde Vrij Nederland een nieuwe editie van haar jaarlijkse Politieke Integriteits-Index. Uit dit onderzoek, uitgevoerd in samenwerking met de Vrije Universiteit Amsterdam en de Erasmus Universiteit Rotterdam, bleek dat sinds 2008 21 politici van de VVD strafrechtelijk veroordeeld zijn. De partij is daarmee koploper: bij de PvdA zijn in diezelfde periode vijf, bij het CDA en bij D66 drie politici veroordeeld.

### Europa en Internationaal
In het Europees Parlement werkt de VVD samen met D66 met 46 andere liberale partijen in de Partij van Europese Liberalen en Democraten (ELDR). De ELDR vormt samen met enkele onafhankelijke partijen de ALDE Group, die met 88 leden de derde coalitiegroep is in het Europese Parlement.
Het Internationaal Secretariaat van de VVD is verantwoordelijk voor de internationale contacten en samenwerking van de VVD. De belangrijkste doelstelling is het goed onderhouden en versterken van de relaties met zusterpartijen en bijdragen aan de capaciteitenopbouw van liberale partijen in Oost-Europa, de Balkan en ontwikkelingslanden.
De VVD is medeoprichter van het Nederlands Instituut voor Meerpartijendemocratie, een organisatie van zeven Nederlandse politieke partijen die democratiseringswerk steunt in 17 landen.

## Standpunten
De VVD zet zich als liberale partij in voor vrijheid. De standpunten van de partij hebben daarmee te maken. De partij pleit voor vrijheid voor ondernemers, een vrije markt en eisen stellen aan ontvangers van de bijstand. Internationaal zijn migratiedeals, aanpak van oneerlijke handel en een strenger beleid tegenover Rusland en China. De liberalen zetten ook in op strengere bestraffing van criminaliteit, een sterke defensie, inzetten op kernenergie en een progressief beleid rondom abortus, euthanasie en lgbt-rechten.

## Volksvertegenwoordiging

### Regering
In het kabinet-Schoof is de VVD vertegenwoordigd met vijf ministers en vier staatssecretarissen.
Ministers:
- Sophie Hermans (Klimaat en Groene Groei, eerste vicepremier)
- David van Weel (Justitie en Veiligheid, Asiel en Migratie)
- Eelco Heinen (Financiën)
- Ruben Brekelmans (Defensie)
- Vincent Karremans (Economische Zaken)

Staatssecretarissen:
- Mariëlle Paul (Funderend Onderwijs en Emancipatie)
- Jurgen Nobel (Participatie en Integratie)
- Judith Tielen (Jeugd, Preventie en Sport)
- Thierry Aartsen (Openbaar Vervoer en Milieu)

### Tweede Kamer
| Verkiezingsjaar | Lijsttrekker     | Lijst | Aantal stemmen | % van de stemmers | Aantal behaalde zetels | Kabinetsdeelname           |
| --------------- | ---------------- | ----- | -------------- | ----------------- | ---------------------- | -------------------------- |
| 1948            | Pieter Oud       | Lijst | 391.923        | 7,94%             | 8 / 100                | Drees-Van Schaik           |
| 1952            | Pieter Oud       | Lijst | 471.040        | 8,83%             | 9 / 100                | –                          |
| 1956            | Pieter Oud       | Lijst | 502.530        | 8,77%             | 9 / 100                | –                          |
| 1959            | Pieter Oud       | Lijst | 732.658        | 12,21%            | 19 / 150               | De Quay                    |
| 1963            | Edzo Toxopeus    | Lijst | 643.820        | 10,29%            | 16 / 150               | Marijnen (1963-1965)       |
| 1963            | Edzo Toxopeus    | Lijst | 643.820        | 10,29%            | 16 / 150               | – (1965-1967)              |
| 1967            | Edzo Toxopeus    | Lijst | 738.202        | 10,73%            | 17 / 150               | De Jong                    |
| 1971            | Molly Geertsema  | Lijst | 653.370        | 10,34%            | 16 / 150               | Biesheuvel I (1971-1972)   |
| 1971            | Molly Geertsema  | Lijst | 653.370        | 10,34%            | 16 / 150               | Biesheuvel II (1972-1973)  |
| 1972            | Hans Wiegel      | Lijst | 1.068.375      | 14,45%            | 22 / 150               | –                          |
| 1977            | Hans Wiegel      | Lijst | 1.492.689      | 17,95%            | 28 / 150               | Van Agt I                  |
| 1981            | Hans Wiegel      | Lijst | 1.505.311      | 17,32%            | 26 / 150               | –                          |
| 1982            | Ed Nijpels       | Lijst | 1.900.763      | 23,08%            | 36 / 150               | Lubbers I                  |
| 1986            | Ed Nijpels       | Lijst | 1.596.991      | 17,41%            | 27 / 150               | Lubbers II                 |
| 1989            | Joris Voorhoeve  | Lijst | 1.295.402      | 14,57%            | 22 / 150               | –                          |
| 1994            | Frits Bolkestein | Lijst | 1.792.401      | 19,96%            | 31 / 150               | Kok I                      |
| 1998            | Frits Bolkestein | Lijst | 2.124.971      | 24,69%            | 38 / 150               | Kok II                     |
| 2002            | Hans Dijkstal    | Lijst | 1.466.722      | 15,44%            | 24 / 150               | Balkenende I               |
| 2003            | Gerrit Zalm      | Lijst | 1.728.707      | 17,9%             | 28 / 150               | Balkenende II (2003-2006)  |
| 2003            | Gerrit Zalm      | Lijst | 1.728.707      | 17,9%             | 28 / 150               | Balkenende III (2006-2007) |
| 2006            | Mark Rutte       | Lijst | 1.443.312      | 14,7%             | 22 / 150               | –                          |
| 2010            | Mark Rutte       | Lijst | 1.929.575      | 20,5%             | 31 / 150               | Rutte I                    |
| 2012            | Mark Rutte       | Lijst | 2.504.948      | 26,58%            | 41 / 150               | Rutte II                   |
| 2017            | Mark Rutte       | Lijst | 2.238.351      | 21,29%            | 33 / 150               | Rutte III                  |
| 2021            | Mark Rutte       | Lijst | 2.279.130      | 21,87%            | 34 / 150               | Rutte IV                   |
| 2023            | Dilan Yeşilgöz   | Lijst | 1.589.519      | 15,24%            | 24 / 150               | Schoof                     |

### Eerste Kamer
| Verkiezingsjaar | Aantal stemmen | % van de stemmen | Aantal behaalde zetels |
| --------------- | -------------- | ---------------- | ---------------------- |
| 1948            | -              | -                | 3 / 50                 |
| 1951            | -              | -                | 4 / 50                 |
| 1952            | -              | -                | 4 / 50                 |
| 1955            | -              | -                | 4 / 50                 |
| 1956            | -              | -                | 4 / 50                 |
| 1960            | -              | -                | 8 / 75                 |
| 1963            | -              | -                | 7 / 75                 |
| 1966            | -              | -                | 8 / 75                 |
| 1969            | -              | -                | 8 / 75                 |
| 1971            | -              | -                | 8 / 75                 |
| 1974            | -              | -                | 12 / 75                |
| 1977            | -              | -                | 15 / 75                |
| 1980            | -              | -                | 13 / 75                |
| 1981            | -              | -                | 12 / 75                |
| 1983            | -              | -                | 17 / 75                |
| 1986            | -              | -                | 16 / 75                |
| 1987            | -              | -                | 12 / 75                |
| 1991            | -              | -                | 12 / 75                |
| 1995            | -              | -                | 23 / 75                |
| 1999            | 39.809         | 25,27%           | 19 / 75                |
| 2003            | 31.026         | 19,2%            | 15 / 75                |
| 2007            | 31.360         | 19,23%           | 14 / 75                |
| 2011            | 34.590         | 20,83%           | 16 / 75                |
| 2015            | 28.523         | 16,87%           | 13 / 75                |
| 2019            | 26.157         | 15,11%           | 12 / 75                |
| 2023            | 22.194         | 12,40%           | 10 / 75                |

### Europees Parlement
Op dit moment heeft de VVD vijf Europarlementariërs binnen het Europees Parlement. De VVD maakt, samen met D66, deel uit van de fractie van Renew Europe. De delegatieleider is Malik Azmani, tevens eerste vicefractievoorzitter van Renew Europe. Hiernaast zijn Caroline Nagtegaal-van Doorn en Jan Huitema herkozen tijdens de Europees Parlementsverkiezingen in 2019. Daarnaast begon Liesje Schreinemacher als Europarlementariër, waardoor het totale aantal op vier uitkwam. In februari 2020 kreeg Nederland door de Brexit een totaal aantal zetels van 29 in plaats van 26, waardoor op basis van restzetels Bart Groothuis mocht plaatsnemen in de delegatie. In januari 2022 werd Schreinemacher minister voor Buitenlandse Handel en Ontwikkelingssamenwerking, waardoor Catharina Rinzema toetrad.
| Verkiezingsjaar | Lijsttrekker      | Lijst | Aantal stemmen | % van de stemmers | Aantal behaalde zetels |
| --------------- | ----------------- | ----- | -------------- | ----------------- | ---------------------- |
| 1979            | Cees Berkhouwer   | Lijst | 914.787        | 16,14%            | 4 / 25                 |
| 1984            | Hans Nord         | Lijst | 1.002.685      | 18,93%            | 5 / 25                 |
| 1989            | Gijs de Vries     | Lijst | 714.745        | 13,63%            | 2 / 25                 |
| 1994            | Gijs de Vries     | Lijst | 740.443        | 17,91%            | 6 / 31                 |
| 1999            | Jan-Kees Wiebenga | Lijst | 698.050        | 19,69%            | 6 / 31                 |
| 2004            | Jules Maaten      | Lijst | 629.198        | 13,20%            | 4 / 27                 |
| 2009            | Hans van Baalen   | Lijst | 518.643        | 11,39%            | 3 / 25 - 3 / 26        |
| 2014            | Hans van Baalen   | Lijst | 571.176        | 12,02%            | 3 / 26                 |
| 2019            | Malik Azmani      | Lijst | 805.100        | 14,64%            | 4 / 26 - 5 / 29        |
| 2024            | Malik Azmani      | Lijst | 707.141        | 11,35%            | 4 / 31                 |

### Provincies

#### Gedeputeerde Staten
Gedeputeerden:
- Drenthe: 1 van de 5 leden
- Overijssel: 1 van de 6 leden
- Flevoland: 2 van de 4 leden
- Friesland: 1 van de 5 leden
- Utrecht: 1 van de 4 leden
- Noord-Holland: 3 van de 7 leden
- Zuid-Holland: 2 van de 6 leden
- Noord-Brabant: 2 van de 7 leden
- Groningen: 1 van de 6 leden
- Gelderland: 2 van de 6 leden
- Zeeland: 1 van de 5 leden
- In Limburg vormen zes gedeputeerden op eigen titel een extra-parlementair college. De gedeputeerden zijn afkomstig van de partijen CDA, VVD, FVD, PVV, GroenLinks en Lokaal-Limburg.

#### Provinciale Staten
- Groningen: 2 van de 43 zetels
- Friesland: 3 van de 43 zetels
- Drenthe: 4 van de 43 zetels
- Overijssel: 4 van de 47 zetels
- Flevoland: 4 van de 41 zetels
- Gelderland: 6 van de 55 zetels
- Utrecht: 6 van de 49 zetels
- Noord-Holland: 8 van de 55 zetels
- Zuid-Holland: 8 van de 55 zetels
- Zeeland: 4 van de 39 zetels
- Noord-Brabant: 9 van de 55 zetels
- Limburg: 5 van de 47 zetels

Hiermee heeft de VVD 63 van de 572 Statenzetels, wat neerkomt op ongeveer 11 procent.
Commissaris van de Koning:
- Flevoland: Arjen Gerritsen
- Friesland: Arno Brok
- Noord-Holland: Arthur van Dijk
- Noord-Brabant: Ina Adema

### Gemeenten
Ongeveer honderd burgemeesters in Nederland zijn van VVD-huize. Bekende VVD-burgemeesters zijn onder meer Jan van Zanen (Den Haag) en Charlie Aptroot (waarnemend).

### Waterschappen
De VVD is vertegenwoordigd in alle 21 waterschappen van Nederland. Sinds de waterschapsverkiezingen 2023 heeft de partij in totaal 55 van de 602 zetels, waarmee het landelijk de op twee na grootste partij is in de waterschappen.

### Electoraat

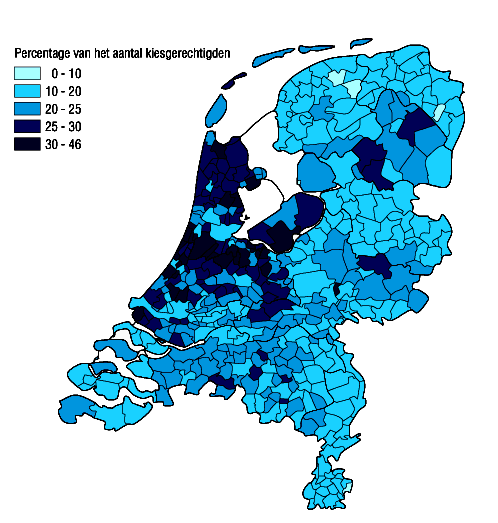
Percentage VVD-stemmers bij de Tweede Kamerverkiezingen 2010 per gemeente.

Hoewel de aanhang van politieke partijen niet meer vaststaat en verkiezingsuitslagen behoorlijk kunnen schommelen, heeft de VVD veel aanhang in de voorsteden. Met name Wassenaar, Rozendaal, het duingebied ten westen van Haarlem en het Gooi zijn bolwerken van de VVD. De gemeente waar de VVD bij de Tweede Kamerverkiezingen van 2010 procentueel de meeste stemmen haalde was Laren (ruim 45%). Van oudsher behaalt de VVD (en haar voorgangers) ook veel stemmen in Drenthe, waar met name in de zanddorpen een relatief groot aantal vrijzinnige protestanten, inmiddels grotendeels ontkerkelijkt, liberaal stemt. Minder aanhang heeft de partij in de oude wijken van grote steden en in de provincies Friesland, Groningen en Overijssel. De partij scoort voorts laag in gebieden waar veel sociaal zwakkeren wonen.

### Ereleden

#### Overleden ereleden
- Gijs van Aardenne (postuum benoemd op 19 april 1996)
- A.W. Abspoel (benoemd op 24 november 1973)
- Sidney J. van den Bergh (benoemd 29 maart 1969)
- Frits Bolkestein (benoemd op 28 mei 1999)
- Matty de Bruijne (postuum benoemd op 4 oktober 1991)
- Daniël Appolonius Delprat (benoemd op 28 februari 1970)
- Dick Wilhelm Dettmeijer (benoemd op 17 april 1964)
- Molly Geertsema (benoemd op 14 maart 1975)
- Leendert Ginjaar (benoemd op 15 mei 1998)
- Frits Korthals Altes (benoemd op 23 mei 1997)
- Hans Nord (benoemd op 27 mei 1989)
- Pieter Oud (benoemd tot erevoorzitter op 9 november 1963)
- Kornelis van der Pols (benoemd op 29 maart 1969)
- Harm van Riel (benoemd op 20 mei 1977)
- Koos Rietkerk (postuum benoemd op 18 april 1986)
- Haya van Someren (postuum benoemd op 22 mei 1981)
- Dirk Stikker (benoemd op 13 april 1973)
- Edzo Toxopeus (benoemd op 28 februari 1970)
- Henk Vonhoff (benoemd op 15 mei 1998)
- Els Veder-Smit (benoemd op 15 mei 1998)
- Hans Wiegel (benoemd op 14 mei 1982)

#### Ereleden
- Erica Terpstra (benoemd op 28 november 2003)
- Gerrit Zalm (benoemd op 11 mei 2007)
- Neelie Kroes (benoemd op 29 november 2014)
- Ivo Opstelten (benoemd op 29 mei 2015)
- Henk Kamp (benoemd op 24 januari 2023)
- Johan Remkes (benoemd op 24 januari 2023)
- Mark Rutte (benoemd op 30 november 2024)

#### (Honorair) archivaris
- W.J.A. van den Berg (benoemd op 15 november 1993 - overleden 16 september 2020)
- L.H.M. Osterholt (benoemd op 15 maart 1999 - overleden 20 januari 2019)
- S.S. Bakker - Kempen, sinds 1 juni 2011 -